# تشونغ كنغ كوي
تشونغ كنغ كوي (بالإنجليزية: Chung Keng Quee)‏‏ (1821 - 13 ديسمبر 1901 ) رجل أعمال من ماليزيا، كان مقر إقامته في قصر بينانج بيراناكان، والذي بُني في أواخر القرن التاسع عشر.